# Baltazaria albosignata
Baltazaria albosignata är en stekelart som först beskrevs av Szepligeti 1916.  Baltazaria albosignata ingår i släktet Baltazaria och familjen brokparasitsteklar. Inga underarter finns listade.